# Ixora francii
Ixora francii är en måreväxtart som beskrevs av Rudolf Schlechter och Kurt Krause. Ixora francii ingår i släktet Ixora och familjen måreväxter. Inga underarter finns listade i Catalogue of Life.